# بيدرو هنريكس
بيدرو هنريكس هو لاعب كرة قدم برتغالي في مركز الدفاع، ولد في 16 أكتوبر 1974 في شنترة في البرتغال. شارك مع منتخب البرتغال تحت 16 سنة لكرة القدم ومنتخب البرتغال تحت 17 سنة لكرة القدم ومنتخب البرتغال تحت 18 سنة لكرة القدم ومنتخب البرتغال تحت 20 سنة لكرة القدم ومنتخب البرتغال تحت 21 سنة لكرة القدم. أما مع النوادي، فقد لعب مع نادي أكاديميكا كويمبرا ونادي بنفيكا ونادي بورتو ونادي بيلينينسش ونادي فيتوريا سيتوبال ونادي سانتا كلارا.

## وصلات خارجية
- بيدرو هنريكس على موقع الاتحاد الدولي (مؤرشف)  (الإنجليزية)
- بيدرو هنريكس على موقع قاعدة بيانات كرة القدم.إي يو (الإنجليزية)
- بيدرو هنريكس على موقع عالم كرة القدم.نت (الإنجليزية)